# 新塞利夫卡 (巴什坦卡區)
47°32′6″N 32°37′57″E / 47.53500°N 32.63250°E
新塞利夫卡（烏克蘭語：Новоселівка）是烏克蘭南部的村莊，由尼古拉耶夫州巴什坦卡區的維爾內扎波羅熱市鎮負責管轄。該村面積0.36平方公里，海拔高度87米，2001年人口12，人口密度每平方公里33.3人。